# Diabolos (album)
Diabolos är Gackts sjunde album.

## Låtlista
1. Misty
2. Farewell
3. Noesus
4. Ash
5. Metamorphoze
6. Dispar
7. Future
8. Black Stone
9. Storm
10. Road